# アイラ・ニューブル
アイラ・ニューブル（Ira Newble、1975年1月20日 - ）は、アメリカ合衆国・ミシガン州デトロイト出身の元バスケットボール選手。現指導者。NBAのクリーブランド・キャバリアーズなどで活躍した。

## 来歴
地元デトロイトの高校からミシシッピ州の短大に進学した後、1995年にマイアミ大学オハイオ校に転校。2シーズンで平均11.3得点 7.5リバウンド 1.2 アシストを記録したものの、1997年のNBAドラフトでは指名外に終わった。
ニューブルのプロキャリアは下部リーグからスタート。2000年にサンアントニオ・スパーズと契約し、念願のNBA入り。しかし、NBA1年目は27試合の出場で平均2得点に終わり、シーズン終了後に解雇された。
ニューブルは再び下部リーグでプレーし、2001-02シーズン途中にアトランタ・ホークスと契約。2003年夏には、黄金ルーキーレブロン・ジェームズが入団したクリーブランド・キャバリアーズと契約。ロールプレーヤーとしてキャバリアーズを支え、2007年にはNBAファイナルも経験した。しかし、翌2008年2月に、シカゴ・ブルズも加わった三角トレードでシアトル・スーパーソニックスに放出された後解雇された。翌3月にロサンゼルス・レイカーズと契約。同シーズンレイカーズはNBAファイナルに進出したもののボストン・セルティックスに2勝4敗で敗退。以降ニューブルはNBAでプレーすることが出来ず、ヨーロッパ諸国でプレーした後、2010年1月に選手生活から引退した。

## コーチ歴
2011年からDリーグでコーチ業を開始。2011-12シーズンはカントン・チャージのアシスタントコーチを務めた。2012年から3年間はオースティン・トロス (現：オースティン・スパーズ)のアシスタントコーチを務めた。2015年からはベーカーズフィールド・ジャム (現：ノーザンアリゾナ・サンズ)のアシスタントコーチを務めている。